# مفارقة مكسيكية
المفارقة المكسيكية المفارقة المكسيكية هي حركة رصد تُظهر أن الشعب المكسيكي منخفض بشكل مدهش في الوزن وقت الولادة (LBW)، على عكس ما هو متوقع من وضعها الاجتماعي والاقتصادي (SES). يظهر هذا كمفارقة في الرسوم البيانية التي تربط بين الوضع الاجتماعى الاقتصادي ومعدلات وزن الولادة المنخفضة.
يُعتقد أن مقاومة التغييرات في النظام الغذائي هي المسؤولة بشكل قاطع عن الوزن عند الولادة للأمهات المكسيكية الأمريكية.
ومع ذلك، فإن الأسباب الطبية لخفض معدلات انخفاض أوزان المواليد بين الأمهات المكسيكيات الولادة قد تم التشكيك فيها.
أوضحت نتائج الدراسة أن متوسط وزن المواليد للأميركيين المكسيكيين كان 3.34 كيلوجرام (7.37 رطل) ، بينما كان وزن الأطفال البيض غير اللاتينيين 3.39 كيلوجرام (7.48 رطل). هذه النتيجة تؤكد من جديد على استقلالية متوسط الوزن عند الولادة وانخفاض الوزن عند الولادة. ولكن هذا لم ابطال التناقضات في انخفاض الوزن عند الولادة للمكسيكيين.
وأظهرت الدراسة أيضا أن معدل الولادة قبل الأوان كان أعلى بين الأمريكيين المكسيكيين (10.6 ٪) من البيض غير اللاتينيين (9.3 ٪).
كانت الفرضية العامة لصاحب الدراسة هي أن هذه النتيجة تعكس خطأ في عمر الحمل المسجل، كما هو موصوف بطريقة قوية في تصنيف وزن الولادة في أعمار عمرية شابة للأميركيين المكسيكيين.